# Гетто в Домброва-Гурниче
Гетто в Домброва-Гурниче— еврейское гетто, созданное нацистами в период оккупации Польши во время Второй мировой войны в городе Домброва-Гурнича. Существовало с 1940 года по июль 1943 года.

## История
Нацисты оккупировали город Домброва-Гурнича 3 сентября 1939 года. 9 сентября 15 мужчин-евреев были отправлены в тюрьмы Катовице в качестве заложников. С самых первых недель оккупанты начали использовать горожан на принудительных работах в городе. В конце сентября всех местных евреев обязали носить нарукавную повязку со звездой Давида. Юденрат в Домброва-Гурниче был организован в ноябре 1939 года. Его главой стал купец Исаак Бурштейн. Он подчинялся центральному юденрату, который находился в Сосновце. Им руководил глава всех еврейских общин Заглембского края Моше Мерин. Число евреев в городе выросло до 6300 человек в конце 1939 — начале 1940 года, когда в Домброва-Гурниче свезли около 700 евреев из Австрии, Силезии и Чехословакии.

## Гетто
Открытое гетто в Домброва-Гурниче было создано в 1940 году. Оно находилось на улицах Окизеи, Польны, Шопена. Многие евреи были принуждены к работам в городе, в частности, по уборке снега. Трудящиеся здесь получали зарплату, которой едва хватало на покупку еды. В октябре 1940 года из гетто в трудовой лагерь Грос-Мисловиц была отправлена первая группа из 400 молодых евреев от 18 до 25 лет. Около 2000 узников гетто производили продукцию для вермахта на фабриках промышленной зоны Домброва-Гурниче Банковой Гуте.
В 1940 году условия жизни в гетто в Домброва-Гурниче считались немногим более приемлемыми по сравнению с другими в регионе, потому что оно не было закрытым, а также из-за того, что в нём на деньги JSS работали общественная кухня на 1000 обедов в день, поликлиника и детский дом, где проживали 50 детей из беднейших семей.
В ноября 1941 года из гетто в трудовые лагеря Германии были отправлена отправлена группа из 450 молодых евреев. В марте 1942 — еще одна.
В мае 1942 года юденрату было приказано составить список из 700 евреев. Им разрешили взять с собой по 10 килограммов личных вещей и еды, собрали на городской площади, после чего отправили в Освенцим. Так началась депортация евреев из гетто в Домброва-Гурниче в лагеря смерти. 12 августа 1942 года в 8 часов утра узникам гетто было приказано собраться для регистрации и классификации. В 10 часов утра представитель Кошинский командира местного гестапо Дрейера начал отбор евреев. Узники были разделены на три категории: имеющие разрешение на работу, главы семей, где один или несколько членов имели разрешение на работу, а также взрослые и семьи с детьми. Как предполагали евреи, последняя группа имела наименьшие шансы остаться в гетто. Из 3000, прошедших классификацию, половину вернули по домам. Оставшихся всю ночь под усиленной охраной продержали на площади под сильным дождем. Утром их, за исключением тех, кто, воспользовавшись плохой погодой бежал, перевезли в Бендзин. Позже, предположительно 17 августа, этих бывших узников гетто в Домброва-Гурниче отправили в Освенцим.
Оставшиеся в Домброва-Гурниче евреи с разрешением на работу, были собраны в закрытом гетто, располагавшимся на улицах Лукосовского, Софана, Оказии, Файрацкого, Полы и Старой Бендзинской. Руководил узниками фольксдойче Козра. Осенью 1942 около 650 евреев были вывезены в Скаржиско Каменну. Большая часть из оставшихся около 1000 узников гетто в Домброва-Гурниче были отправлены в Освенцим в июле 1943 года.